# کادیلاک سی‌تی‌اس-وی

کادیلاک سی‌تی‌اس-وی (Cadillac CTS-V) خودرویی است که از سال ۲۰۰۴ تا کنون در لنسینگ و ایالات متحده آمریکا تولید شده‌است.
این خودرو در کلاس سدان اسپورت قرار گرفته، طراحی آن خودروهای موتور جلو-محور عقب بوده است.